# CZ 82
Пістолет vz. 82 (чеськ. Pistole vz. 82, словац. Pištoľ vz. 82) — компактний напівавтоматичний пістолет, виготовлений для чехословацьких військових. «Vz» — це абревіатура від «vzor», що перекладається як «модель». Цивільна експортна версія називається CZ 83.

## Огляд
Чехословацька фірма Česká zbrojovka створила vz. 82 на заміну пістолета vz. 52 (7,62×25 мм Токарєв) для чехословацьких військ у 1983 році. Це компактний напівавтоматичний пістолет одинарної/подвійної дії зі звичайним вільним затвором. Цей тип дії дозволяє стволу залишатися міцно закріпленим на рамі, що призводить до покращення точності в порівнянні з пістолетами з поворотними стволами (наприклад, серія M1911 в США). Нижньоствольна вісь vz. 82 забезпечує менший підйом дула та швидші наступні постріли. Для додаткової зручності встановлений на рамі запобіжник для великого пальця та розблокування магазина є двосторонніми. Vz. 82 був першим службовим пістолетом, який мав обидві ці функції. Канал ствола хромований, що дає йому три переваги: більший термін служби ствола, стійкість до іржі від використання корозійних боєприпасів і легкість очищення. Ще однією особливістю цього пістолета є використання багатокутних нарізів у каналі ствола. Це замінює традиційну конструкцію нарізів та канавок на заокруглений, гладкий полігональний візерунок, який має вигляд «пагорбів і долин». У 2012 році CZ 83 був у статусі знятого з виробництва/обмеженого виробництва у американського виробника CZ-USA.

## Сувеніри та реліквії
Бюро алкоголю, тютюну, вогнепальної зброї і вибухових речовин у лютому 2007 року було включено vz. 82 до списку уряду США «Сувеніри та реліквії» (англ. Curio and Relic) після того, як Бюро отримало повідомлення з копією листа від федерального куратора музею, який заявив, що vz. 82 носить «музейний інтерес» як сувенір та реліквія.

### Калібр
Vz. 82 був виготовлений лише калібру 9×18 мм, тоді як CZ 83 доступний у різних варіантах:
- .32 ACP (також відомий як 7.65мм Browning) — магазин на 15 патронів. Рифлені нарізи.
- .380 ACP (також відомий як 9мм Browning Short) — магазин на 12 патронів. Рифлені нарізи. (13 патронів, якщо використовується магазин 9×18 мм Макаров). Стандартний магазин від Vz. 82 підходить до CZ-83 калібру .380 ACP.
- 9×18мм Макаров — магазин на 12 патронів. Виробництво 1999—2001 роки. Полігональні нарізи.

## Користувачі
- Чехія[4] (Поступове замінюється на CZ 75. Зараз переважно використовується резервістами)
- Індонезія: Лісові рейнджери[en][5]
- Ізраїль: Правоохоронні органи
- Ірак: Використовувався у війні в Перській затоці
- Грузія — Імпортований на початку 1990-х років, використовувався елітними підрозділами Національної гвардії та поліції[6]
- Казахстан: 20 пістолетів CZ-83 було закуплено в 1998 році для МВС[7]
- Північна Корея[8]
- Словаччина[9]
- В'єтнам:[10] Модель CZ 83 9×18 мм Макаров була імпортована в 1980-х роках і зараз все ще використовується Народною Армією В'єтнаму та службою Народної громадської безпеки В'єтнаму[en]
- Україна: 30150 пістолетів з Чехії передано як частину військового пакету допомоги у відповідь на російське вторгнення в Україну

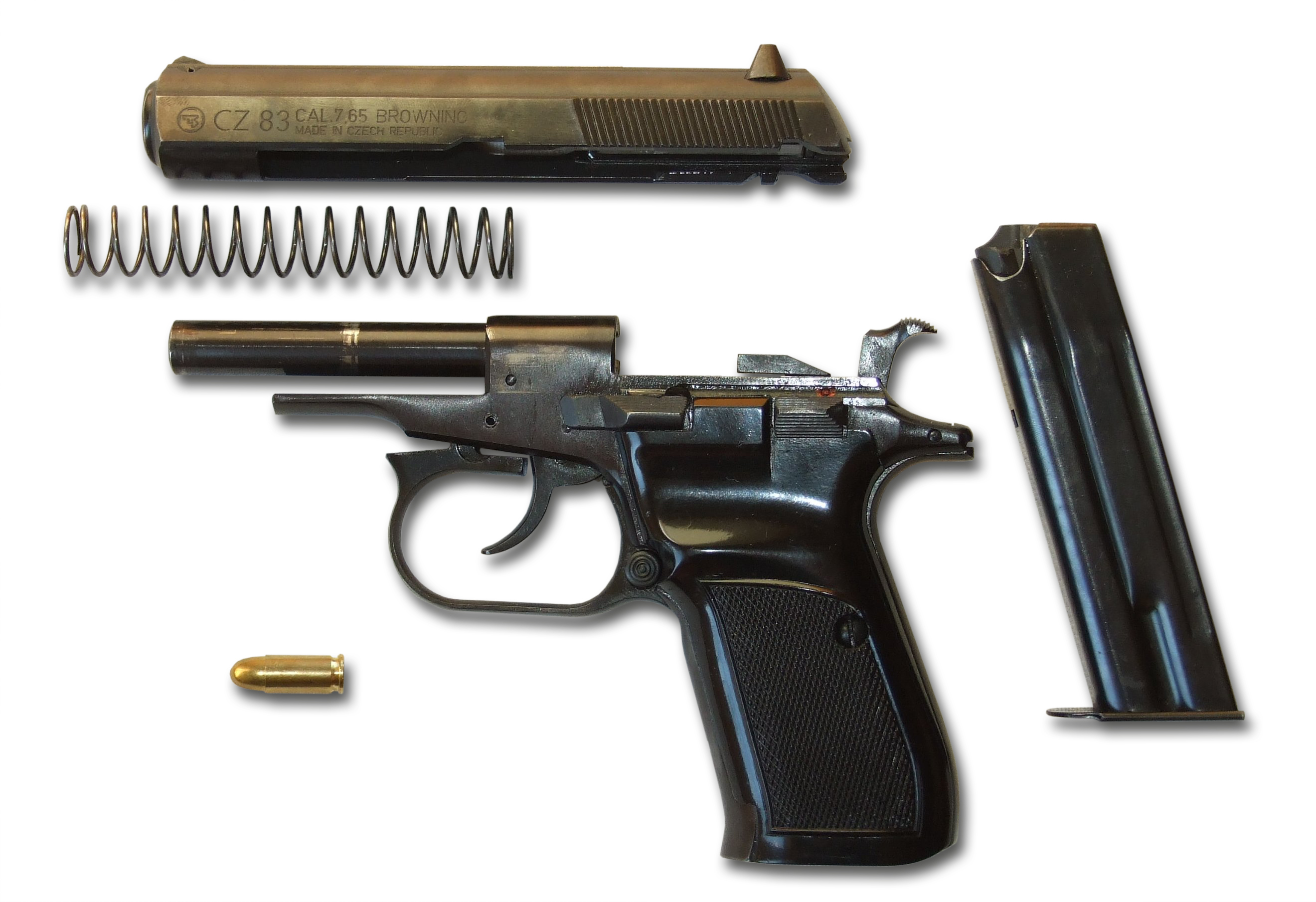
CZ 83 розібрано на основні вузли.